# Адамацький Олександр
Адама́цький Олександр (чернече ім'я Єпифаній; *до 1700 — †10 жовтня 1739, Казань) — український і татарстанський релігійний діяч. Префект Казанської семінарії, архімандрит.

## Біографія
Про молоді роки його життя відомостей мало. Близько 1716—1728 навчався в Києво-Могилянській академії (не закінчив класу богослов'я). У 1729 році прийняв постриг. У 1731—1732 навчальних роках викладав у нижчих класах Києво-Могилянській академії.
У 1734 році архієпископ Казанський і Свіязький Іларіон Рогалевський (також вихованець Києво-Могилянської академії на Гетьманщині) запросив ченця Єпіфанія Адамацького до Казані на посаду префекта семінарії при Успенському Зилантіївому монастирі. З того ж року — архімандрит цього монастиря. В 1734 році при семінарії відкрито спеціальний клас для фіно-угорських і тюркських народів Волзької Булгарії. У цьому класі Єпифаній викладав латинську мову і «науки кієвскіє».
Останні роки життя провів у Казанському Спасо-Преображенському монастирі, де, ймовірно, і похований. Помер 10 жовтня 1739 року в Казані.